# Грядки (Столбцовский район)
Грядки (бел. Гра́дкі) — деревня в Столбцовском районе Минской области Беларуси. Входит в состав Старосверженского сельсовета.

## География
Расположена на границе Минской и Гродненской областей. 
Ближайшие населённые пункты Любно, Цвирки и др. 

## История
До 4 января 1964 года деревня входила в состав Перетокского сельсовета.

## Население
| 1999 | 2009 | 2019 |
| ---- | ---- | ---- |
| 28   | ↘25  | ↘13  |

## Инфраструктура
Личное подсобное хозяйство с зоной сельскохозяйственного использования, индивидуальная застройка усадебного типа.
Основа экономики — сельское хозяйство.

## Транспорт
Остановка общественного транспорта «Грядки» при въезде в селение.